# Electrophaes tsermosaria
Electrophaes tsermosaria är en fjärilsart som beskrevs av Charles Oberthür 1893. Electrophaes tsermosaria ingår i släktet Electrophaes och familjen mätare. Inga underarter finns listade i Catalogue of Life.